# Jannes Wieckhoff
Jannes Luca Wieckhoff (* 2. srpna 2000) je německý profesionální fotbalista, který hraje na pozici pravého obránce za nizozemský klub Heracles Almelo.

## Kariéra
Wieckhoff debutoval za FC St. Pauli v prvním kole DFB-Pokalu 2020/21 13. září 2020, když nastoupil jako náhradník v 36. minutě za Marvina Sengera proti čtvrtiligovému celku SV Elversberg. Následující týden, 21. září, debutoval v 2. Bundeslize v zápase na hřišti VfL Bochum.
Dne 4. června 2023 podepsal Wieckhoff smlouvu do roku 2026 s nizozemským klubem Heracles Almelo, který postoupil do Eredivisie, s opcí na další rok.